# Frontnacht
Frontnacht was een gepland extreemrechts muziekfestival dat in 2022 in de Belgische stad Ieper zou plaatsvinden, maar werd afgelast. Het werd georganiseerd door vzw IJzerwake en zou plaatsgrijpen op zaterdag 27 augustus 2022, de vooravond van de IJzerwake, aan het monument van de gebroeders Van Raemdonck in Steenstrate. De muziekgroepen op de affiche werden in verband gebracht met fascisme en neonazisme. Na een golf van verontwaardiging trok het stadsbestuur op 16 augustus de vergunning in. In 2023 werd het evenement vervangen door een cantus.

## Voorgeschiedenis

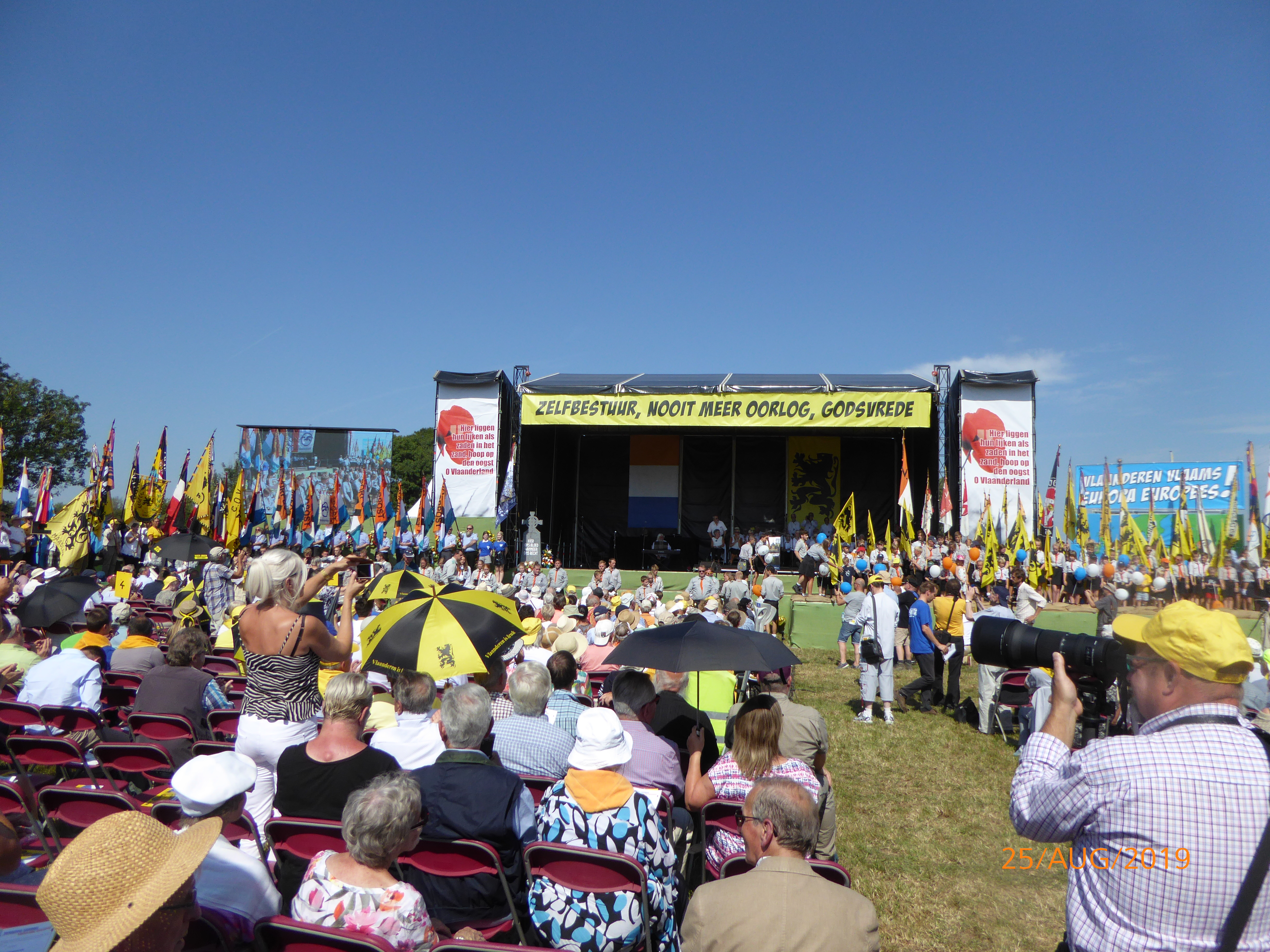
IJzerwake 2019

Sinds 1920 organiseert het IJzerbedevaartcomité een jaarlijkse IJzerbedevaart om de gesneuvelde Vlaamse soldaten uit de Eerste Wereldoorlog te herdenken. Het groeide uit tot een van de belangrijkste manifestaties van de Vlaamse Beweging. Eind 20e eeuw groeiden de spanningen binnen de Vlaamse Beweging over de ideologische koers van onder andere de IJzerbedevaart. Zo verzamelden Europese neonazi's in de jaren 1980 in de marge van de IJzerbedevaart. Uit onvrede met de meer gematigd Vlaams-nationale koers van het IJzerbedevaartcomité, organiseert de radicale of extreemrechtse vleugel rond het Vlaams Blok en later Vlaams Belang sinds 2003 een eigen evenement, de IJzerwake. Na enkele edities waarin het aantal deelnemers stelselmatig afnam, trok de IJzerwake vanaf 2019 meer jongeren aan onder invloed van Schild & Vrienden. Tijdens de editie van 2021, waarop zo'n 2000 deelnemers waren, werd de wake onder andere bijgewoond door leden van de Nederlandse neonazistische groepering Volksverzet.

## Aankondiging
In mei 2022 kondigde de organisator een bijkomend festival met "identitaire" muziek op de vooravond van de IJzerwake aan, inclusief festivalcamping. vzw IJzerwake wilde het muziekfestival organiseren om een jonger publiek aan te trekken. Voorzitter Wim De Wit stelde:
"Wij zijn tot het besef gekomen dat wij moeten verjongen als wij de IJzerwake een toekomst willen geven. Ik stelde vast dat op vorige twee edities opvallend veel jongere mensen aanwezig waren. Een aantal van die jonge mensen hebben zich gegroepeerd om ook op de zaterdagavond een activiteit te organiseren, en dat is Frontnacht geworden. De bedoeling is dat die jonge mensen ook blijven overnachten en 's anderendaags ook naar de IJzerwake komen. De toekomst is aan de jonge mensen. Als wij geen jonge bezoekers krijgen, dan sterven wij op den duur uit."
 Ten tijde van de aankondiging was nog geen vergunningsaanvraag ingediend bij de stad Ieper.

## Banden met neonazi's en fascisten

Bronson werd opgericht door leden van CasaPound, zelfverklaarde "fascisten van het derde millennium". De organisatie verheerlijkt Mussolini en wordt ervan beschuldigd aan te zetten tot geweld tegen immigranten, minderheden en politieke tegenstanders.

Bij de lancering eind mei werd de line-up bekendgemaakt, met op de affiche Bronson, DJ Dré Draait Graag Plaatjes, Flatlander, Phil (Philipp Neumann) van Flak, Sacha Korn en Storm & Drang. 
De Mediahuis-kranten, Het Observatorium, Anti-Fascistisch Front en het platform voor onderzoeksjournalistiek Bellingcat brachten de uitgenodigde bands meteen in verband met fascistische en neonazistische organisaties in het buitenland. De Italiaanse hardcore punkgroep Bronson, de headliner, is gelieerd aan de neofascistische beweging CasaPound. Zanger Philipp Neumann van Flak verheerlijkt in zijn muziek het nationaalsocialisme, de SS en Hitler en roept op om de joden uit te moorden. Zowel Neumann als de Nederlander Harm-Jan Smit (Flatlander) traden eerder op voor de Amerikaanse supremacistische skinheads Hammerskins. Smit was voorheen ook gitarist bij de nazihardcore-groep Blindfolded en speelde later, in februari 2023, opnieuw voor de Hammerskins in Finland. De Duitse groep Sacha Korn onderhoudt volgens experts losse banden met extreemrechts in Europa. Voor de beveiliging van Frontnacht zou Project Thule ingeschakeld worden, "een soort privémilitie" van de in 2014 veroordeelde terrorist Tomas Boutens.

## Vergunning
Op 1 juni berichtten de media dat de organisatoren overgingen tot een vergunningsaanvraag. In juli reikte het stadsbestuur van Ieper, waar Open Ieper, N-VA en Vooruit de meerderheid uitmaken, een vergunning uit aan Frontnacht. Ze stipuleerde:
"Artikel 1: toelating te verlenen tot het organiseren van het evenement mits alle opgelegde verplichtingen nageleefd worden. Indien er wordt vastgesteld dat de bands of leden van de bands die optreden veroordeeld zijn voor racisme, negationisme, deelname aan neonazistische of extremistische organisaties of er zou worden vastgesteld dat er in hun optredens of in hun liedjesteksten wordt aangezet tot discriminatie, haat, geweld of segregatie of er hierin denkbeelden worden verspreid over rassensuperioriteit of rassenhaat of indien er door het college van burgemeester en schepenen of bij hoogdringendheid door de burgemeester op basis van de bevoegdheden toegekend in de Nieuwe Gemeentewet wordt vastgesteld dat de veiligheid en/of de fysieke of mentale integriteit op ‘Frontnacht’ niet kan gegarandeerd worden, zal de vergunning per direct worden ingetrokken zonder dat er hier in hoofde van de vergunningverlenende overheid enige schadevergoeding kan opeisbaar zijn."
Bevoegd schepen Diego Desmadryl gaf te kennen dat "[als] er linken zijn met het neonazisme of neofascisme", de activiteit zou worden geweigerd.

## Verzet
Jordy Sabels, toenmalig fractieleider van Groen Ieper, kloeg de vergunning aan in de gemeenteraad van juli en lanceerde een petitie om de vergunning in te trekken:
"We betreuren dat de stad niet onmiddellijk de aanvraag heeft geweigerd, op ethische grond [...] Wat wij kunnen doen is het stadsbestuur wakker schudden en als burgers laten weten dat we hier niet voor kiezen. [...] Als Vredesstad kunnen we extreme standpunten en ideologieën niet tolereren en heeft dit festival dan ook geen plaats op ons grondgebied. Ieper vredesstad moet meer zijn dan een logo, het is iets wat we in onze kern moeten uitdragen."
De petitie werd zo'n 600 keer getekend. Sabels ontving doodsbedreigingen als reactie.
Begin augustus bundelden verschillende lokale organisaties en burgers zich in een antifascistisch Vredescollectief. Het Vredescollectief bracht een open brief uit, die ondertekend werd door de 8 mei-coalitie, ABVV West-Vlaanderen, Anarchistisch Collectief Brugge, ACV West-Vlaanderen, CD&V Ieper, Een Andere Joodse Stem, Gezinsbond Colette Verschaeve, Groen Ieper, Hand in Hand tegen racisme, Hart boven Hard, Ieperse kunstkring Richten, Intal, Käthe Kollwitz Collectief, Links Ecologisch Forum, PVDA Ieper-Westhoek, Stream Media, Vrede vzw, Vredesactie Brugge en Wakker voor Vrede, alsook door Jan Breyne, Piet Chielens, Luc Dehaene, Jan Durnez, Gilbert Ossieur en Lieven Stubbe.
"Dat een vredesstad beoogt diverse geloofsovertuigingen en ideologieën te willen omarmen in een verdraagzaam en tolerant klimaat van samen-leven, zal iedereen toejuichen. Verschillende, afwijkende meningen vreedzaam naast elkaar laten bestaan is een nobel, hoog doel en daarmee zet Ieper zich op de wereldkaart. [...] Wat 'Frontnacht' beoogt staat daar haaks op. Haat is namelijk geen mening."— Open brief van Vredescollectief Ieper
Er volgde een tweede petitie die meer dan 4000 keer werd ondertekend. De oproep werd onder andere gesteund door schrijver Tom Lanoye.
De organisatoren reageerden dat de redenen voor het protest nepnieuws waren en beweerden dat het Vredescollectief een initiatief was van PVDA. Woordvoerder Wim De Wit dreigde de kosten te verhalen op de stad Ieper als het festival niet kon doorgaan.

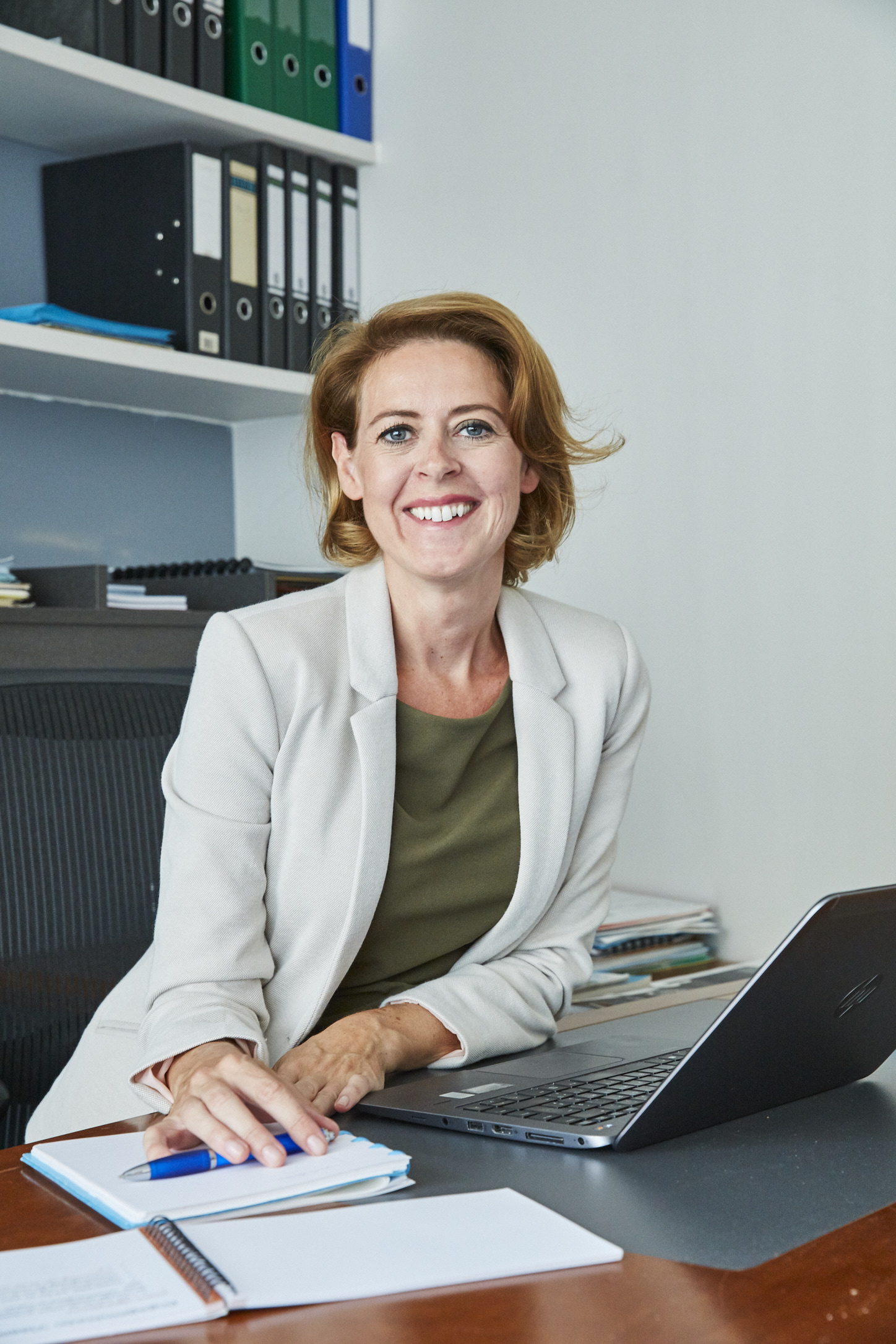
Iepers burgemeester Emmily Talpe

Het stadsbestuur agendeerde het punt op het eerstvolgende college, op 16 augustus. Daarvoor had het een nieuw onderzoek aangevraagd bij het Orgaan voor de Coördinatie en de Analyse van de Dreiging (OCAD). Het OCAD verstuurde de resultaten – een negatief rapport, dat de line-up in verband bracht met neonazisme en wees op een gemiddeld dreigingsniveau – op 5 augustus; de burgemeester en schepenen zouden ze op 9 augustus hebben ontvangen. Daarnaast gaf de politie te kennen mogelijk niet genoeg mankracht te hebben om het evenement in goede banen te leiden. Europese inlichtingendiensten drukten hun ongerustheid uit.
In De Standaard van 16 augustus liet Duits muziekwetenschapper Thorsten Hindrichs, kenner van de extreemrechtse muziekscene, verstaan:
"We merken hier in Duitsland dat jonge neonazi’s in Telegram-kanalen afspreken om naar Frontnacht te gaan. Ik raad mensen van kleur of lgbti-mensen dan ook af om in dat weekend in de buurt van Ieper te komen."
Daarop vroeg de linkse partij PVDA in een nationale communicatie om het festival te verbieden en dreigde Vooruit-voorzitter Conner Rousseau dat zijn schepenen uit de Ieperse bestuurscoalitie zouden stappen als de vergunning niet werd ingetrokken. Open VLD-voorzitter Egbert Lachaert, partijgenoot van Iepers burgemeester Emmily Talpe, vond zo'n dreigement in de media ongepast, maar drong er ook op aan de vergunning in te trekken.
De uitspraak van Hindrichs ontlokte bij toenmalig volksvertegenwoordiger Dries Van Langenhove (Vlaams Belang) dan weer een tweet waarin hij suggereerde "zuiver bij wijze van wetenschappelijk experiment, eens [te] kijken wat er zou gebeuren met een Vlaamse stad als we er een tijdje alleen nog etnische Vlamingen toelaten en we de 'multiculturele verrijking' dus terugdraaien." De uitspraak werd veroordeeld door onder andere Bart Somers, Theo Francken en Van Langenhoves partijgenoot Chris Janssens; Vlaams Belang-voorzitter Tom Van Grieken stelde (nadat Van Langenhove de tweet verwijderde) dat "huidskleur geen issue is voor Vlaams Belang".

## Annulatie
In de namiddag van 16 augustus bogen burgemeester Emmily Talpe en de schepenen van Ieper zich tijdens het college opnieuw over de vergunning, met onder andere het rapport van het OCAD. De stad Ieper trok de vergunning in omdat de line-up niet voldeed aan de gestelde voorwaarden.
De Wit reageerde "met verbazing, met verstomming en met verontwaardiging" op de beslissing. Zowel Frontnacht als de voorziene camping werden geschrapt. De vzw IJzerwake besliste op 17 augustus om niet naar de Raad van State te stappen, maar kwam daar op 19 augustus op terug, ook al zou het in geen geval meer lukken om het evenement te laten doorgaan.

## Nasleep
| |  |  |
| Hoewel de geplande protestactie van het Vredescollectief niet doorging, legden Ellen De Soete en Simon Gronowski (afgebeeld) namens het Vredescollectief en de 8 mei-coalitie bloemen neer aan een gedenksteen voor het Verzet. |  |  |

Voorafgaand aan het weekend van 27 en 28 augustus werd gevreesd dat er alsnog extremisten naar Ieper zouden komen of dat er antifascistische tegenbetogingen zouden plaatsvinden. Volgens Het Nieuwsblad zou Flatlander zijn geplande optreden livestreamen. Inlichtingendiensten gaven te kennen dat er alsnog neonazistische organisaties aanwezig gingen zijn op de IJzerwake, waaronder leden van de Vlaams-Nederlandse nazistische actiegroep Volksverzet.
Het Vredescollectief Ieper annuleerde de geplande protestactie op 27 augustus. Wel legden het Vredescollectief en de 8 mei-coalitie in Ieper bloemen neer aan een gedenksteen voor burgers in het Verzet tijdens de Tweede Wereldoorlog. De bloemenhulde werd bijgewoond door Simon Gronowski en Ellen De Soete.
Op zondag 28 augustus ging de 21e editie van de IJzerwake door. Volgens de politie waren er 1500 deelnemers en verliep het evenement zonder incidenten. De Wit haalde in zijn toespraak uit naar de beslissing van het stadsbestuur. In de media werd de aanwezigheid van Tomas Boutens opgemerkt.
De Ieperse oppositiepartijen bekritiseerden het stadsbestuur omdat ze het evenement eerst wel vergunden. De hetze bracht de stad ook imagoschade toe, volgens onder andere het Vredescollectief en schrijver Tom Lanoye. Burgemeester Talpe en schepen Desmadryl verdedigden de gemaakte beslissingen; er was volgens hen lange tijd geen juridische grond om het festival niet te vergunnen.

### Kameraadschapsavond
In februari 2023 maakte de organisatie van de IJzerwake bekend dat er geen nieuwe editie van Frontnacht op poten gezet zou worden, "want dat komt nooit meer terug". Volgens een verslag op de extreemrechtse propagandasite ReactNieuws vond er een "stevige interne evaluatie" plaats, waarbij het Vlaams Belang eiste dat Project Thule niet terugkeerde naar het evenement in 2023 om reputatieschade te vermijden. Verschillende figuren binnen extreemrechts uitten online kritiek. De organisatie van de IJzerwake reageerde dat het om een "interne beslissing" ging.
Wel organiseerde de vzw IJzerwake een activiteit voor jongeren op de vooravond van de IJzerwake: een cantus genaamd 'kameraadschapsavond'. Zowel de IJzerwake als die activiteit waren afhankelijk van een vergunning door de stad Ieper. De stad Ieper stelde in februari 2023 in samenwerking met het Vredescollectief en het lokale Vredesfonds bovendien een 'vredescharter' op met antidiscriminatieregels waaraan toekomstige evenementen getoetst worden. Begin augustus deelde burgemeester Talpe mee dat "de organisatoren van de Kameraadschapsavond [...] het charter niet [hebben] ondertekend en [...] onvoldoende informatie [verstrekten] over hun evenement voor een volwaardige toets aan het charter." Ook linkte het Vredescollectief de naam 'kameraadschapsavond' aan de Waffen-SS en de Oostfronters en wees ze erop dat Project Thule diezelfde benaming gebruikte voor zijn activiteiten. Tezelfdertijd werd bekend dat ex-volksvertegenwoordiger Dries Van Langenhove geprogrammeerd werd als gastspreker op de IJzerwake. Op dat moment was de IJzerwake al vergund, maar de activiteit op de vooravond niet. Het stadsbestuur liet weten de vergunning voor beide activiteiten opnieuw te bekijken, daarbij gesteund door het Vredescollectief en oppositiepartij Groen Ieper. De vzw IJzerwake reageerde dat er sprake was van "partijpolitieke inmenging" en "preventieve censuur".
Op 7 augustus 2023 besloot het schepencollege geen vergunning te verlenen aan de Kameraadschapsavond. Het risico op verstoring van de openbare orde werd aangehaald als een van de redenen. Bovendien vroeg het stadsbestuur, dat vreesde voor racistische liederen op de cantus, een lijst van liederen die gezongen zouden worden, maar die ontving ze niet. Aan de verleende vergunning voor de IJzerwake raakte het college niet, al vroeg ze wel een onvoorwaardelijke ondertekening van het vredescharter. De vzw had het charter ondertekend, maar had enkele kanttekeningen gemaakt in een begeleidende brief. Het schepencollege eiste dat die werden ingetrokken vóór 16 augustus en waarschuwde dat ze de naleving van het charter ter plaatse zou controleren. Het schepencollege liet bij monde van burgemeester Talpe weten dat het verontwaardigd was over de komst van Van Langenhove, maar dat er juridisch geen grond was om de IJzerwake niet te vergunnen.
De vzw IJzerwake weigerde om de bijlage bij het ondertekende charter in te trekken en spande een kort geding aan bij de Raad van State. De Wit voegde eraan toe dat als het stadsbestuur de IJzerwake zou verbieden, de organisatie dat eveneens zou aanvechten bij de Raad van State. De Raad van State gaf vzw IJzerwake gelijk en stond de Kameraadschapsavond dus toch toe. Het stadsbestuur trok daarop de weigering in.
Het evenement ging zoals gepland door op zaterdagavond 26 augustus. De Kameraadschapsavond werd bijgewoond door een 100-tal personen, een "geringe opkomst". Het weekend verliep rustig en zonder incidenten.
Ook in 2024 werd er een Kameraadschapsavond georganiseerd. De IJzerwake verliep rustig en er waren weinig deelnemers. In 2025 werd de IJzerwake omgedoopt tot het IJzertreffen en het programma uitgebreid naar twee dagen; daarin werd in 2025 op zaterdagavond eveneens een Kameraadschapsavond voorzien.

### Arrest Raad van State
In de loop van 2024 sprak de Raad van State zich uit over het verbod van Frontnacht. De vzw IJzerwake kreeg gelijk en reageerde bij monde van Egwin Six, lid van de algemene vergadering van de vzw, dat de "preventieve censuur" hiermee tot de verleden tijd behoorde. Burgemeester Talpe reageerde dat ze het arrest verwacht hadden, maar dat het stadsbestuur nog altijd achter de beslissing stond om aan de "noodrem" te trekken om, met een verbod, de veiligheid te garanderen. Ondanks het arrest van de Raad van State was de vzw IJzerwake niet meer van plan een Frontnacht te organiseren.